# Sulcotrion
Sulcotrion ist ein Herbizid aus der Wirkstoffgruppe der Triketone. Es wurde 1991 von Zeneca (heute: Syngenta) auf den Markt gebracht.

## Eigenschaften
Sulcotrion ist ein weißer Feststoff. Es ist in Wasser nur schwer löslich, löst sich aber gut in einigen organischen Lösungsmitteln (z. B. Aceton, Dichlormethan). Mit einer Halbwertszeit von 3,6 Tagen im Feldversuch ist es nicht persistent im Boden. Nach 18,4 Tagen sind bereits 90 % des Wirkstoffs im Boden abgebaut. In neutraler, wässriger Lösung ist Sulcotrion stabil, baut sich aber unter Lichteinstrahlung langsam ab.

## Darstellung
Eine mögliche technische Herstellung geht von para-Toluolsulfonsäurechlorid aus. Dieses reagiert mit Chloressigsäure zu 2-Chlor-4-methylsulfonyltoluol. Das Produkt wird nach Oxidation und Chlorierung mit 1,3-Cyclohexandion zur Reaktion gebracht, wodurch Sulcotrion entsteht.

## Wirkungsweise und Verwendung
Als Vertreter der Triketone wirkt Sulcotrion als Inhibitor des Enzyms 4-Hydroxyphenylpyruvat-Dioxygenase in den Pflanzenzellen (HPPD-Hemmer). Dieses Enzym ist an der Produktion von Plastochinon zuständig, welches direkt an der Photosynthese beteiligt ist und zusätzlich ein wichtiger Cofaktor für das Enzym Phytoen-Desaturase ist, welches wiederum für die Carotenoid-Biosynthese erforderlich ist. Carotenoide sind Pflanzenfarbstoffe und sorgen in der Pflanze für Schutz vor Oxidation durch UV-Licht. Ohne Carotenoide kann das Chlorophyll der Pflanzen durch Sonnenlicht zerstört werden; die Pflanze gebleicht. Sulcotrion wird deshalb auch als Bleich- oder Chlorotika-Herbizid bezeichnet.
Sulcotrion kann im Anbau von Getreide, Soja und Gemüse verwenden werden. Dabei dient es vor allem der Bekämpfung von Gräsern und breitblättrigen Unkräutern, wie beispielsweise Fingerhirsen, Gänsefüße und Nachtschattengewächse. Angewandt wird der Wirkstoff meist als mit Wasser verdünnte Suspension, die auf dem Feld versprüht wird. Als Vor- und Nachauflauf-Herbizid wird es entweder alleine oder in Kombination mit anderen Herbiziden wie zum Beispiel Atrazin oder Bromoxynil eingesetzt.

## Toxikologie
Wie auch bei Pflanzen hemmt Sulcotrion auch in tierischen Zellen auf das Enzym 4-Hydroxyphenylpyruvat-Dioxygenase. Dieses ist am Tyrosinabbau beteiligt, sodass sich im Körper Tyrosin und dessen Abbauprodukt 4-Hydroxyphenylbrenztraubensäure anreichern können. Sulcotrion ist unabhängig vom Aufnahmeweg nicht akut toxisch. Außerdem ist es weder augen- noch hautreizend, aber Haut sensitivierend. In Tierversuchen konnte kein genotoxisches oder karzinogenes Potential festgestellt werden. Aufgrund von reproduktionstoxischem Verhalten im Tierversuch, muss der Gefahrenhinweis „H361d: Kann vermutlich das Kind im Mutterleib schädigen.“ angegeben werden. Die erlaubte Tagesdosis wurde auf 0,0004 mg/kg Körpergewicht/Tag festgelegt.
Sulcotrion ist nicht giftig für Bienen oder Fische. Es ist aber giftig für andere Wasserorganismen und hat eine Einstufung als umweltgefährlich.

## Zulassung
Sulcotrion wurde am 1. September 2009 von der Europäischen Union zugelassen. Die Zulassung läuft bis zum 30. November 2026 . In Deutschland sind Pflanzenschutzmittel mit dem Wirkstoff für den Einsatz im Maisanbau erhältlich. In Österreich und der Schweiz sind keine Sulcotrion-haltigen Präparate erhältlich.